# Бутыньки
Буты́ньки — деревня в Себежском районе Псковской области России. Входит в состав сельского поселения Себежское.

## География
Находится на юго-западе региона, в северной части района напротив деревни Ермолова Гора.
Уличная сеть не развита.

## История
В XIX веке земли поселения Бутынки входили в состав Псковской губернии.
В 1941—1944 гг. местность находилась под фашистской оккупацией войсками Гитлеровской Германии.
До 1995 года деревня входила в Томсинский сельсовет. Постановлением Псковского областного Собрания депутатов от 26 января 1995 года все сельсоветы в Псковской области были переименованы в волости и деревня стала частью Томсинской волости.
В 2010 году Томсинская волость, вместе с Бутыньки и другими её населёнными пунктами, была влита в состав нового муниципального образования «сельское поселение Себежское».

## Население
| 2001 | 2002 | 2010 |
| ---- | ---- | ---- |
| 10   | ↗18  | ↘4   |

Согласно результатам переписи 2002 года, в национальной структуре населения русские составляли 94 % от общей численности в 18 чел..

## Инфраструктура
Личное подсобное хозяйство.

## Транспорт
Деревня доступна по автодороге 58К-546 Идрица – Апросово